# イヴァン・カピトノフ
イヴァン・カピトノフ（ロシア語: Ива́н Васи́льевич Капито́нов,1915年2月23日 - 2002年5月28日）は、ソビエト連邦の政治家。ソビエト連邦共産党書記。

## 生涯
モスクワ都市建設技術大学を卒業後、ソビエト連邦共産党に入党。1952年から党中央委員とモスクワ市党委第一書記を兼務。1959年からのイヴァノヴォ州党委第一書記。1964年からの中央委員会ロシア共和国ビューロー員などを経て、1965年から中央委員会書記と中央委員会組織党活動部長を兼務する。1975年に社会主義労働英雄となり、1986年に党中央監査委員会議長となる。
家族

## 賞と称号
- 社会主義労働英雄（1975年）
- レーニン勲章を4回、他に3回、メダルを授与
- 「ゲオルギ・ディミトロフ勲章（ロシア語版）」 - 1985年5月7日、ブルガリア共産党中央委員会書記長・国家評議会議長のトドル・ジフコフがイワン・カピトノフのブルガリア人民共和国訪問（1985年5月6日から9日）に際して授与
- 「労働勇猛記章メダル（ロシア語版）」 （ 1959年12月25日）- 1959年に国家への肉やその他の農産物の生産と販売で高い業績を達成したことに対して[1]

## ノート
1. ↑  Указ Президиума Верховного Совета СССР от 25 декабря 1954 года «О награждении орденами и медалями СССР передовиков сельского хозяйства, работников партийных, советских и сельскохозяйственных органов»

## リンク
- “Капитонов Иван Васильевич”.   Справочник по истории Коммунистической партии и Советского Союза 1898—1991. 2013年3月12日時点のオリジナルよりアーカイブ。2013年2月25日閲覧。
- “Капитонов Иван Васильевич”.   Биография.ру. 2013年3月12日時点のオリジナルよりアーカイブ。2013年2月25日閲覧。
- “Капитонов Иван Васильевич”.   Иваново помнит. 2013年2月25日閲覧。